# (32828) 1992 DM8
1992 DM8 (asteroide 32828) é um asteroide da cintura principal. Possui uma excentricidade de 0.11210980 e uma inclinação de 16.08504º.
Este asteroide foi descoberto no dia 29 de fevereiro de 1992 por UESAC em La Silla.